# Portimonense Sporting Clube
Il Portimonense Sporting Clube è una società calcistica portoghese con sede nella città di Portimão, nell'Algarve. Fondato nel 1914; milita dalla stagione 2024-2025 nella Segunda Liga, la seconda serie del campionato portoghese.

## Storia
Il Portimonense S.C. è stato a lungo una presenza costante nella Primeira Liga, finendo anche quinto nel 1984-85, anno nel quale riuscì a pareggiare 0-0 in casa contro potenze del calcio portoghese come Benfica e Porto. Tale piazzamento permise la loro partecipazione alla Coppa UEFA nella stagione successiva.
Negli anni Novanta e Duemila, però, il club gioca soprattutto in Segunda Liga, la seconda divisione portoghese, con una breve parentesi anche in Segunda Divisão, la terza divisione. Il Portimonense comincia la stagione 2009-10 con l'angolano Lito Vidigal al timone; la sua guida dura poco, e quando va a dirigere la panchina dell'União Leiria viene rimpiazzato dal quasi omonimo Litos, ex-centrocampista dello Sporting Lisbona. La guida del nuovo tecnico porta il team a concludere la stagione in seconda posizione dietro il Beira-Mar, conquistando così la Primeira Liga dopo esattamente 20 anni di assenza. Ma, dopo solo un anno, il Portimonense retrocede nella Liga de Honra. Termina quest'ultimo campionato in ultima posizione retrocedendo ,di fatto, in Segunda Divisão. L'esilio dalla Primeira Liga stavolta è più breve e nel campionato 2016-17 ritrova la promozione nella prima divisione nazionale.

## Palmarès

### Competizioni nazionali
- Segunda Divisão: 2

1978-1979, 2000-2001
- Segunda Liga: 1

2016-2017

### Altri piazzamenti
- Coppa del Portogallo:

Semifinalista: 1986-1987, 1987-1988
- Coppa di Lega portoghese:

Semifinalista: 2015-2016
- Taça Ribeiro dos Reis:

Semifinalista: 1964-1965
- Segunda Liga:

Secondo posto: 2009-2010

## Statistiche e record

### Partecipazioni alle competizioni UEFA per club
| Stagione | Competizione | Data e Luogo   | Fase    | Avversario | Risultato |
| -------- | ------------ | -------------- | ------- | ---------- | --------- |
| 1985-86  | Coppa UEFA   | 18/9, Portimão | 32esimi | Partizan   | 1-0       |
| 1985-86  | Coppa UEFA   | 2/10, Belgrado | 32esimi | Partizan   | 4-0       |

## Organico

### Rosa 2024-2025
| N. |                          | Ruolo | Calciatore       |
| -- | ------------------------ | ----- | ---------------- |
| 1  | Brasile (bandiera)       | P     | Vinícius         |
| 2  | Portogallo (bandiera)    | D     | Nuno Campos      |
| 3  | Guinea-Bissau (bandiera) | D     | Feliciano Mendes |
| 4  | Portogallo (bandiera)    | D     | Filipe Relvas    |
| 5  | Guinea-Bissau (bandiera) | C     | Cláudio Mendes   |
| 6  | Portogallo (bandiera)    | C     | Ricardo Sousa    |
| 7  | Portogallo (bandiera)    | C     | Alex Soares      |
| 8  | Brasile (bandiera)       | C     | Geovane          |
| 9  | Portogallo (bandiera)    | A     | Tamble Monteiro  |
| 10 | Angola (bandiera)        | C     | Chico Banza      |
| 11 | Brasile (bandiera)       | C     | Paulo Vitor      |
| 12 | Brasile (bandiera)       | P     | Bruno Guimaraes  |
| 13 | Giappone (bandiera)      | D     | Yūki Kobayashi   |
| 17 | Brasile (bandiera)       | D     | Davis            |
| 19 | Nigeria (bandiera)       | D     | Kelechi John     |
| 20 | Portogallo (bandiera)    | C     | Paulo Estrela    |

| N. |                          | Ruolo | Calciatore       |
| -- | ------------------------ | ----- | ---------------- |
| 21 | Panama (bandiera)        | A     | Rey Araúz        |
| 24 | Angola (bandiera)        | D     | Tony José        |
| 28 | Colombia (bandiera)      | C     | Camilo Durán     |
| 29 | Brasile (bandiera)       | C     | Ruan             |
| 30 | Corea del Sud (bandiera) | A     | Kim Yong-hak     |
| 38 | Brasile (bandiera)       | D     | Jefferson        |
| 42 | Francia (bandiera)       | C     | Mohamed Diaby    |
| 43 | Brasile (bandiera)       | C     | Alemão           |
| 50 | Portogallo (bandiera)    | C     | Francisco Varela |
| 55 | Brasile (bandiera)       | D     | Thiago Dombroski |
| 81 | Portogallo (bandiera)    | C     | Diogo Ferreira   |
| 99 | Nigeria (bandiera)       | A     | Elijah Benedict  |
|    | Brasile (bandiera)       | C     | Lucas Fernandes  |
|    | Brasile (bandiera)       | D     | Heitor           |
|    | Brasile (bandiera)       | C     | Zinho            |
|    | Brasile (bandiera)       | D     | Keffel           |

### Rosa 2023-2024
| N. |                       | Ruolo | Calciatore         |
| -- | --------------------- | ----- | ------------------ |
| 1  | Brasile (bandiera)    | P     | Gabriel Souza      |
| 4  | Brasile (bandiera)    | D     | Thiago Dombroski   |
| 5  | Camerun (bandiera)    | C     | Steve Mvoué        |
| 7  | Bulgaria (bandiera)   | C     | Sylvester Jasper   |
| 8  | Giappone (bandiera)   | C     | Taichi Fukui       |
| 9  | Portogallo (bandiera) | A     | Tamble Monteiro    |
| 10 | Brasile (bandiera)    | C     | Luquinha           |
| 11 | Brasile (bandiera)    | C     | Carlinhos          |
| 12 | Brasile (bandiera)    | P     | Vinícius Silvestre |
| 13 | Brasile (bandiera)    | C     | Dener              |
| 14 | Senegal (bandiera)    | D     | Moustapha Seck     |
| 18 | Portogallo (bandiera) | D     | Gonçalo Costa      |
| 19 | Ecuador (bandiera)    | A     | Ronie Carrillo     |
| 20 | Portogallo (bandiera) | C     | Paulo Estrela      |
| 22 | Portogallo (bandiera) | D     | Filipe Relvas      |
| 25 | Brasile (bandiera)    | C     | Lucas Ventura      |

| N. |                          | Ruolo | Calciatore      |
| -- | ------------------------ | ----- | --------------- |
| 27 | Brasile (bandiera)       | D     | Guga            |
| 28 | Brasile (bandiera)       | A     | Luan Campos     |
| 30 | Corea del Sud (bandiera) | A     | Kim Yong-hak    |
| 32 | Giappone (bandiera)      | P     | Kōsuke Nakamura |
| 33 | Brasile (bandiera)       | D     | Igor Formiga    |
| 35 | Giappone (bandiera)      | A     | Shūhei Kawasaki |
| 43 | Brasile (bandiera)       | C     | Alemão          |
| 44 | Brasile (bandiera)       | D     | Pedrão          |
| 76 | Portogallo (bandiera)    | C     | Rafael Alcobia  |
| 77 | Capo Verde (bandiera)    | C     | Hélio Varela    |
| 85 | Guinea-Bissau (bandiera) | A     | Midana Cassamá  |
| 99 | Brasile (bandiera)       | C     | Zinho           |
|    | Brasile (bandiera)       | C     | Ewerton         |
|    | Capo Verde (bandiera)    | C     | Hildeberto      |
|    | Belgio (bandiera)        | C     | Ivan Pavlić     |

### Rosa 2022-2023
| N. |                           | Ruolo | Calciatore        |
| -- | ------------------------- | ----- | ----------------- |
| 3  | Costa d'Avorio (bandiera) | D     | Zié Ouattara      |
| 6  | Portogallo (bandiera)     | C     | Henrique Jocú     |
| 10 | Corea del Sud (bandiera)  | A     | Kim Yong-hak      |
| 11 | Brasile (bandiera)        | A     | Anderson Oliveira |
| 14 | Senegal (bandiera)        | D     | Moustapha Seck    |
| 17 | Portogallo (bandiera)     | A     | Ricardo Matos     |
| 18 | Marocco (bandiera)        | D     | Fahd Moufi        |
| 19 | Portogallo (bandiera)     | D     | Gonçalo Costa     |
| 20 | Brasile (bandiera)        | C     | Luquinha          |
| 21 | Portogallo (bandiera)     | C     | Pedro Sá          |
| 22 | Portogallo (bandiera)     | D     | Filipe Relvas     |
| 24 | Francia (bandiera)        | C     | Mohamed Diaby     |
| 27 | Brasile (bandiera)        | C     | Klismahn          |
| 28 | Brasile (bandiera)        | D     | Pastor            |
| 31 | Brasile (bandiera)        | P     | Mateus            |

| N. |                       | Ruolo | Calciatore            |
| -- | --------------------- | ----- | --------------------- |
| 32 | Giappone (bandiera)   | P     | Kosuke Nakamura       |
| 35 | Honduras (bandiera)   | A     | Bryan Róchez          |
| 38 | Portogallo (bandiera) | C     | Paulo Estrela         |
| 44 | Brasile (bandiera)    | D     | Pedrão                |
| 45 | Brasile (bandiera)    | A     | João Veras            |
| 70 | Portogallo (bandiera) | A     | Rui Gomes             |
| 76 | Brasile (bandiera)    | C     | Carlinhos             |
| 77 | Nigeria (bandiera)    | A     | Adewale Sapara        |
| 78 | Brasile (bandiera)    | D     | Vinícius Guarapuava   |
| 85 | Portogallo (bandiera) | C     | Bruno Reis            |
| 93 | Brasile (bandiera)    | A     | Welinton Júnior       |
| 99 | Brasile (bandiera)    | A     | Yago Cariello Ribeiro |
|    | Brasile (bandiera)    | D     | Wagner Leonardo       |
|    | Brasile (bandiera)    | D     | Lucas                 |
|    | Brasile (bandiera)    | C     | Nonoca                |

### Rosa 2021-2022
| N. |                       | Ruolo | Calciatore        |
| -- | --------------------- | ----- | ----------------- |
| 1  | Portogallo (bandiera) | P     | Ricardo Ferreira  |
| 3  | Brasile (bandiera)    | D     | Lucas Possignolo  |
| 4  | Brasile (bandiera)    | D     | Willyan Rocha     |
| 6  | Portogallo (bandiera) | C     | Henrique Jocú     |
| 7  | Brasile (bandiera)    | C     | Ewerton           |
| 9  | Brasile (bandiera)    | A     | Fabrício          |
| 11 | Brasile (bandiera)    | C     | Anderson Oliveira |
| 12 | Iran (bandiera)       | P     | Payam Niazmand    |
| 13 | Giappone (bandiera)   | A     | Shuhei Kawasaki   |
| 18 | Marocco (bandiera)    | D     | Fahd Moufi        |
| 20 | Brasile (bandiera)    | C     | Luquinha          |
| 21 | Portogallo (bandiera) | C     | Pedro Sá          |

| N. |                          | Ruolo | Calciatore       |
| -- | ------------------------ | ----- | ---------------- |
| 22 | Portogallo (bandiera)    | D     | Filipe Relvas    |
| 25 | RD del Congo (bandiera)  | C     | Giannelli Imbula |
| 32 | Giappone (bandiera)      | P     | Kōsuke Nakamura  |
| 39 | Colombia (bandiera)      | A     | Wilinton Aponzá  |
| 44 | Brasile (bandiera)       | D     | Pedrão           |
| 70 | Colombia (bandiera)      | C     | Iván Angulo      |
| 76 | Brasile (bandiera)       | C     | Carlinhos        |
| 77 | Portogallo (bandiera)    | C     | Aylton Boa Morte |
| 91 | Brasile (bandiera)       | A     | Renato Júnior    |
| 99 | Nigeria (bandiera)       | C     | Abraham Marcus   |
|    | Guinea-Bissau (bandiera) | D     | Sana Gomes       |

### Rosa 2020-2021
| N. |                       | Ruolo | Calciatore        |
| -- | --------------------- | ----- | ----------------- |
| 1  | Portogallo (bandiera) | P     | Ricardo Ferreira  |
| 2  | Brasile (bandiera)    | D     | Maurício Antônio  |
| 3  | Brasile (bandiera)    | D     | Lucas Possignolo  |
| 6  | Ghana (bandiera)      | D     | Emmanuel Hackman  |
| 7  | Brasile (bandiera)    | C     | Dener             |
| 8  | Brasile (bandiera)    | C     | Lucas Fernandes   |
| 9  | Brasile (bandiera)    | A     | Fabrício          |
| 10 | Brasile (bandiera)    | C     | Ewerton           |
| 11 | Brasile (bandiera)    | C     | Anderson Oliveira |
| 12 | Portogallo (bandiera) | A     | Ricardo Vaz Tê    |
| 14 | Portogallo (bandiera) | A     | Beto              |
| 18 | Marocco (bandiera)    | D     | Fahd Moufi        |
| 19 | Brasile (bandiera)    | D     | Henrique          |

| N. |                       | Ruolo | Calciatore         |
| -- | --------------------- | ----- | ------------------ |
| 20 | Brasile (bandiera)    | C     | Luquinha           |
| 21 | Portogallo (bandiera) | C     | Pedro Sá           |
| 22 | Giappone (bandiera)   | D     | Koki Anzai         |
| 23 | Portogallo (bandiera) | A     | Bruno Moreira      |
| 27 | Brasile (bandiera)    | D     | Lucas Tagliapietra |
| 28 | Brasile (bandiera)    | D     | Willyan Rocha      |
| 29 | Iran (bandiera)       | A     | Jafar Salmani      |
| 32 | Giappone (bandiera)   | P     | Kōsuke Nakamura    |
| 33 | Brasile (bandiera)    | D     | Casagrande         |
| 36 | Portogallo (bandiera) | D     | Fali Candé         |
| 77 | Portogallo (bandiera) | C     | Aylton Boa Morte   |
| 88 | Francia (bandiera)    | C     | Denis-Will Poha    |
| 94 | Brasile (bandiera)    | P     | Samuel Portugal    |

### Rosa 2019-2020
| N. |                       | Ruolo | Calciatore        |
| -- | --------------------- | ----- | ----------------- |
| 1  | Portogallo (bandiera) | P     | Ricardo Ferreira  |
| 3  | Brasile (bandiera)    | D     | Lucas Possignolo  |
| 4  | Brasile (bandiera)    | D     | Jadson (capitano) |
| 5  | Brasile (bandiera)    | C     | Marcel            |
| 6  | Ghana (bandiera)      | D     | Emmanuel Hackman  |
| 7  | Brasile (bandiera)    | C     | Dener             |
| 8  | Brasile (bandiera)    | C     | Paulinho          |
| 9  | Colombia (bandiera)   | A     | Jackson Martínez  |
| 10 | Giappone (bandiera)   | C     | Shōya Nakajima    |
| 11 | Colombia (bandiera)   | A     | Marlos Moreno     |
| 13 | Brasile (bandiera)    | D     | Felipe Macedo     |
| 16 | Brasile (bandiera)    | C     | Ewerton           |
| 17 | Brasile (bandiera)    | A     | João Carlos       |
| 19 | Portogallo (bandiera) | C     | Wilson Manafá     |

| N. |                       | Ruolo | Calciatore          |
| -- | --------------------- | ----- | ------------------- |
| 21 | Portogallo (bandiera) | C     | Pedro Sá            |
| 22 | Brasile (bandiera)    | P     | Leonardo Navacchio  |
| 23 | Brasile (bandiera)    | C     | Pepê                |
| 25 | Brasile (bandiera)    | C     | Lucas Fernandes     |
| 26 | Portogallo (bandiera) | D     | Rúben Fernandes     |
| 27 | Brasile (bandiera)    | C     | Wellington Carvalho |
| 28 | Brasile (bandiera)    | D     | Guilherme Lazaroni  |
| 30 | Brasile (bandiera)    | D     | Vítor Tormena       |
| 31 | Brasile (bandiera)    | C     | Matheus Jesus       |
| 33 | Brasile (bandiera)    | P     | Jubal               |
| 70 | Nigeria (bandiera)    | C     | Chidera Ezeh        |
| 94 | Serbia (bandiera)     | P     | Nedeljko Stojišić   |
| 98 | Brasile (bandiera)    | C     | Paulinho Bóia       |
| 99 | Iraq (bandiera)       | A     | Mohanad Ali         |

### Rosa 2018-2019
| N. |                       | Ruolo | Calciatore        |
| -- | --------------------- | ----- | ----------------- |
| 1  | Portogallo (bandiera) | P     | Ricardo Ferreira  |
| 2  | Giappone (bandiera)   | C     | Theo Ryuki        |
| 3  | Brasile (bandiera)    | D     | Lucas Possignolo  |
| 4  | Brasile (bandiera)    | D     | Jadson (capitano) |
| 5  | Brasile (bandiera)    | C     | Marcel            |
| 6  | Ghana (bandiera)      | D     | Emmanuel Hackman  |
| 7  | Brasile (bandiera)    | C     | Dener             |
| 8  | Brasile (bandiera)    | C     | Paulinho          |
| 9  | Colombia (bandiera)   | A     | Jackson Martínez  |
| 10 | Giappone (bandiera)   | C     | Shōya Nakajima    |
| 11 | Brasile (bandiera)    | C     | Bruno Tabata      |
| 13 | Brasile (bandiera)    | D     | Felipe Macedo     |
| 16 | Brasile (bandiera)    | C     | Ewerton           |
| 17 | Brasile (bandiera)    | A     | João Carlos       |
| 19 | Portogallo (bandiera) | C     | Wilson Manafá     |

| N. |                       | Ruolo | Calciatore          |
| -- | --------------------- | ----- | ------------------- |
| 21 | Portogallo (bandiera) | C     | Pedro Sá            |
| 22 | Brasile (bandiera)    | P     | Leonardo Navacchio  |
| 23 | Brasile (bandiera)    | C     | Pepê                |
| 25 | Brasile (bandiera)    | C     | Lucas Fernandes     |
| 26 | Portogallo (bandiera) | D     | Rúben Fernandes     |
| 27 | Brasile (bandiera)    | C     | Wellington Carvalho |
| 28 | Brasile (bandiera)    | D     | Guilherme Lazaroni  |
| 30 | Brasile (bandiera)    | D     | Vítor Tormena       |
| 31 | Brasile (bandiera)    | C     | Matheus Jesus       |
| 33 | Brasile (bandiera)    | A     | Ruster              |
| 70 | Nigeria (bandiera)    | C     | Chidera Ezeh        |
| 94 | Serbia (bandiera)     | P     | Nedeljko Stojišić   |
| 98 | Brasile (bandiera)    | C     | Paulinho Bóia       |
|    | Brasile (bandiera)    | P     | Jubal               |

### Rosa 2017-2018
| N. |                       | Ruolo | Calciatore        |
| -- | --------------------- | ----- | ----------------- |
| 1  | Portogallo (bandiera) | P     | Carlos Henriques  |
| 3  | Brasile (bandiera)    | D     | Lucas Possignolo  |
| 4  | Brasile (bandiera)    | D     | Jadson (capitano) |
| 5  | Portogallo (bandiera) | D     | Ricardo Pessoa    |
| 6  | Giappone (bandiera)   | C     | Theo Ryuki        |
| 7  | Brasile (bandiera)    | C     | Dener             |
| 8  | Argentina (bandiera)  | C     | Federico Varela   |
| 9  | Brasile (bandiera)    | A     | Pires             |
| 10 | Brasile (bandiera)    | C     | Ewerton           |
| 11 | Brasile (bandiera)    | C     | Bruno Tabata      |
| 13 | Brasile (bandiera)    | D     | Felipe Macedo     |
| 14 | Ghana (bandiera)      | D     | Emmanuel Hackman  |
| 16 | Brasile (bandiera)    | A     | Wenderson Galeno  |

| N. |                       | Ruolo | Calciatore          |
| -- | --------------------- | ----- | ------------------- |
| 19 | Portogallo (bandiera) | C     | Wilson Manafá       |
| 21 | Portogallo (bandiera) | C     | Pedro Sá            |
| 22 | Brasile (bandiera)    | P     | Leonardo            |
| 23 | Giappone (bandiera)   | C     | Shōya Nakajima      |
| 25 | Brasile (bandiera)    | C     | Gustavo Hebling     |
| 26 | Portogallo (bandiera) | D     | Rúben Fernandes     |
| 27 | Brasile (bandiera)    | C     | Wellington Carvalho |
| 30 | Brasile (bandiera)    | C     | Marcel              |
| 33 | Portogallo (bandiera) | P     | Ricardo Ferreira    |
| 55 | Portogallo (bandiera) | D     | Rafa Soares         |
| 77 | Portogallo (bandiera) | A     | Rui Costa           |
| 90 | Brasile (bandiera)    | A     | Fabrício            |
| 97 | Brasile (bandiera)    | A     | André Clóvis        |

### Rosa 2016-2017
| N. |                       | Ruolo | Calciatore                |
| -- | --------------------- | ----- | ------------------------- |
| 1  | Portogallo (bandiera) | P     | Carlos                    |
| 3  | Brasile (bandiera)    | D     | Lucas                     |
| 4  | Portogallo (bandiera) | D     | Ivo Nicolau               |
| 5  | Portogallo (bandiera) | D     | Ricardo Pessoa (capitano) |
| 6  | Giappone (bandiera)   | C     | Theo Ryuki                |
| 7  | Brasile (bandiera)    | C     | Dener                     |
| 8  | Brasile (bandiera)    | C     | Paulinho                  |
| 9  | Brasile (bandiera)    | A     | Pires                     |
| 10 | Brasile (bandiera)    | C     | Ewerton                   |
| 11 | Brasile (bandiera)    | C     | Bruno Tabata              |
| 12 | Francia (bandiera)    | D     | Alvin Arrondel            |
| 15 | Ghana (bandiera)      | D     | Lumor Agbenyenu           |
| 18 | Nigeria (bandiera)    | C     | Fidelis Irhene            |
| 19 | Portogallo (bandiera) | C     | Wilson Manafá             |
| 20 | Brasile (bandiera)    | C     | Gustavo                   |

| N. |                       | Ruolo | Calciatore           |
| -- | --------------------- | ----- | -------------------- |
| 21 | Portogallo (bandiera) | C     | Pedro Sá             |
| 22 | Brasile (bandiera)    | P     | Leonardo             |
| 23 | Portogallo (bandiera) | A     | Luís Zambujo         |
| 28 | Nigeria (bandiera)    | A     | Stanley Ejike Awurum |
| 30 | Brasile (bandiera)    | C     | Marcel               |
| 33 | Portogallo (bandiera) | P     | Ricardo Ferreira     |
| 34 | Brasile (bandiera)    | D     | Jadson               |
| 35 | Ghana (bandiera)      | C     | Michel Otou          |
| 36 | Ghana (bandiera)      | D     | Edward Sarpong       |
| 70 | Nigeria (bandiera)    | C     | Chidera Ezeh         |
| 77 | Portogallo (bandiera) | A     | Buba                 |
| 89 | Brasile (bandiera)    | C     | Amilton              |
|    | Brasile (bandiera)    | A     | Alfredo              |
|    | Giappone (bandiera)   | C     | Shōya Nakajima       |

### Rose delle stagioni precedenti
- stagione 2010-2011